# Clytocera montensis
Clytocera montensis là một loài bọ cánh cứng trong họ Cerambycidae.